# 艾錐尾蚜
艾錐尾蚜为常蚜科錐尾蚜屬下的一个种。